# Nati Jota
Natalia Jersonsky (Buenos Aires, 26 de mayo de 1994), conocida como Nati Jota o simplemente Nati J, es una periodista, presentadora y escritora argentina. Se hizo conocida en 2015, cuando integró el equipo de ESPN Redes como panelista.

## Biografía
Nació el 26 de mayo de 1994 en Buenos Aires. Su familia es de origen judío ruso. Es la segunda de tres hijas, Camila es la hermana mayor y Luciana la hermana menor.
En la secundaria (a la cual fue con la hermana de Archa) comenzó a escribir situaciones de su vida personal, entre experiencias y análisis de la vida, y pronto decidió canalizar todo en un fotolog, que le generaba un feedback con las adolescentes, según sus palabras. Por ello, decidió estudiar periodismo en Taller Escuela Agencia (TEA) y Ciencias de la Comunicación en la Universidad de Buenos Aires. Pero fue a partir de Twitter que logró popularidad, sumando varios seguidores en las redes, y así en 2015 le propusieron sumarse a ESPN.

## Carrera periodística
Su debut televisivo fue en 2015 en ESPN Redes, un programa dedicado al público adolescente transmitido por ESPN 2, desarrollando el rol de panelista al comienzo. En el programa, también hizo el rol de cronista realizando la cobertura de los Juegos Olímpicos de Río de Janeiro 2016 y la Copa Mundial de Fútbol de 2018, por lo cual viajó a Rusia. En 2017, en simultáneo con ESPN Redes, debutó como coconductora, junto a Leandro Leunis, en ¿En qué mano está?, un programa de televisión de juegos y entretenimientos, emitido por Telefe, que se mantuvo al aire hasta 2018. Ese mismo año, recibió una nominación a "Labor periodística femenina" por ESPN Redes en los Premios Martín Fierro de Cable.
En 2018, ganó un Premio Martin Fierro Digital a "Twittero más influyente". En 2019, luego de cinco años al aire en ESPN Redes, de 2015 a 2019, abandona el programa. Ese mismo año, participó del programa The ESPN Bucket List, contando su experiencia en la final que disputó el local, Brasil, ante Perú, en la Copa América 2019.
En 2020, participó como actriz en el videoclip «El trato», junto a Juan Marconi, tema de la banda Cruzando el Charco y Coti. Ese año, estrenó un programa en YouTube bajo un formato radial, Nadie dice nada, compartiendo conducción junto a Nicolás Occhiato, Flor Jazmín Peña y Nacho Elizalde, por el canal de YouTube Luzu Tv. Desde agosto a octubre de ese año, integró el panel del programa El show de los escandalones, conducido por Rodrigo Lussich y transmitido por América TV.
Actualmente se desempeña como conductora de Sería increíble en el canal de streaming OLGA, junto a Eial Moldavsky, Damián Betular y Homero Pettinato.

## Otros proyectos

### Escritora
En julio de 2017, publicó su primer libro, titulado No sos vos, es él, con el aclaratorio subtítulo "Cómo sobrevivir a gustarle a alguien”, bajo la editorial argentina Penguin Random House. El libro relata teorías e historias sobre cómo encarar una relación y cómo sobrellevarla, dando consejos que la periodista jamás cumplió.

### Actriz
En marzo de 2021, se dio a conocer la participación como actriz teatral en una nueva obra de teatro llamada Redes, de José María Muscari, en Paseo La Plaza. La misma presentó un elenco con Inés Estévez como actriz principal y un grupo de influencers reconocidos del mundo del espectáculo, como Grego Rossello, Candelaria Molfese, Darian Schijman, entre otros.

## Filmografía

### Televisión
| Año       | Programa                    | Rol                     | Canal      |
| --------- | --------------------------- | ----------------------- | ---------- |
| 2015-2019 | ESPN Redes                  | Panelista               | ESPN 2     |
| 2017-2018 | ¿En qué mano está?          | Coconductora            | Telefe     |
| 2020-2021 | El show de los escandalones | Panelista               | América TV |
| 2022      | 100 argentinos dicen        | Conductora de reemplazo | El Trece   |
| 2022      | Gran Hermano                | Panelista en el debate  | Telefe     |

### Plataformas digitales
| Año           | Programa        | Rol          | Medio                   | Canal |
| ------------- | --------------- | ------------ | ----------------------- | ----- |
| 2018-2019     | Sin filtro      | Host digital | YouTube, Facebook Watch |       |
| 2020-2023     | Nadie dice nada | Coconductora | YouTube, Twitch         | LUZU  |
| 2022          | El encargado    | Cony Musel   | Star+                   |       |
| 2023-presente | Sería increíble | Conductora   | YouTube, Twitch         | OLGA  |

### Teatro
| Año  | Título          | Rol        | Lugar          |
| ---- | --------------- | ---------- | -------------- |
| 2021 | Redes           | Ella misma | Paseo La Plaza |
| 2024 | Cris Morena Day | Ella misma | Gran Rex       |

## Libros
- No sos vos, es él. Penguin Random House. 2017. ISBN 9789877362053.

## Premios y nominaciones
| Año  | Premio                                    | Categoría                          | Trabajo nominado    | Resultado | Ref.   |
| ---- | ----------------------------------------- | ---------------------------------- | ------------------- | --------- | ------ |
| 2017 | Premios Martín Fierro Digital             | Tuitero más influyente             | Ella misma          | Nominada  | [ 27 ] |
| 2017 | Premios Martin Fierro de Cable            | Labor periodística femenina        | ESPN Redes / ESPN 2 | Nominada  | [ 28 ] |
| 2017 | Nickelodeon Kids' Choice Awards Argentina | Instagrammer favorito              | Ella misma          | Nominada  | [ 29 ] |
| 2018 | Premios Martín Fierro Digital             | Tuitero más influyente             | Ella misma          | Ganadora  | [ 30 ] |
| 2018 | Los más clickeados del año                | Famosos con más rating del año     | Ella misma          | Ganadora  | [ 31 ] |
| 2023 | Premios Martín Fierro Digital             | Mejor conducción femenina de radio | Nadie dice nada     | Ganadora  | [ 32 ] |